# ジョン・タンストール

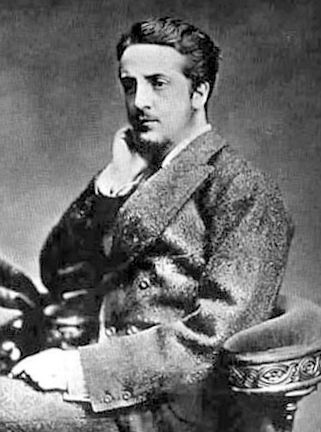
ジョン・ヘンリー・タンストール

ジョン・ヘンリー・タンストール（John Henry Tunstall, 1853年3月6日 - 1878年2月18日）は、ニューメキシコ州の牧場経営者で、リンカーン郡戦争に絡む人物である。
イギリスのロンドン郊外のダルストン (Dalston) に生まれたタンストールは、カナダのブリティッシュコロンビア州に1872年に移住し、父親が共同経営する店で仕事をした。1876年2月にカナダを離れ、アメリカ合衆国に向かった。カリフォルニア州で羊の牧場主になる可能性を6か月探ったが、結局土地が安くて豊かなニューメキシコ州に決めた。その後すぐに彼はサンタフェで弁護士のアレクサンダー・マクスインに会い、リンカーン郡は大きな利益を得られるだろうと説得されたため、すぐにリンカーン郡に向かった。タンストールは牧場経営の仕事と同時に、雑貨店と銀行業もマクスインと共に開始した。この事業は、10万頭以上の牛を保有する大牧場主ジョン・チザムによって支持された。
タンストールの成功は、数年前から商店を経営していたローレンス・マーフィーとジェームス・ドランによって妬まれた。彼らは銃撃戦での決着をつけようとしたため、タンストールはビリー・ザ・キッドなどのカウボーイを警護のために雇った。しかし1878年2月18日、タンストールは、ドランが派遣した保安官に殺されてしまう。この出来事から、リンカーン郡戦争へと発展した。